# ミシェル・ジョンソン
ミシェル・ジョンソン（Michelle Johnson, 1965年9月8日 - ）は、アメリカ合衆国の女優。

## 経歴
1965年、アラスカ州アンカレッジ出身。主婦をしていた母と心理学者の父のあいだに生まれた。
1984年の映画『アバンチュール・イン・リオ』でマイケル・ケインの相手役として監督スタンリー・ドーネンに抜擢され、映画デビューを果たした。劇中では数回のトップレスシーンと1回のヌードシーンを披露して注目をあつめたものの、助演女優としての評判は良いものでなかった。それ以降は『ガン・ホー』『遥かなる大地へ』『永遠に美しく…』『グリマーマン』などの映画に出演しており、そのほか多くのテレビ映画、テレビドラマに出演もしくはゲスト出演している。
私生活では、MLBで活躍するマット・ウィリアムズと1999年から夫婦関係にあった。しかし、2002年にジョンソンが離婚調停を申し立て、2003年にウィリアムズがほかの女性と婚約して離婚が成立した。

## 主な出演作品
- アバンチュール・イン・リオ - Blame It on Rio （1984年）
- ガン・ホー - Gung Ho （1986年）
- ワックス・ワーク - Waxwork （1988年）
- ザ・リスク 甘く危険な賭け - Genuine Risk （1990年）
- 遥かなる大地へ - Far and Away （1992年）
- 永遠に美しく… - Death Becomes Her （1992年）
- Dr.ギグルス - Dr. Giggles (1992年)
- 夢に抱かれて - Illicit Dreams (1995年)
- グリマーマン - The Glimmer Man （1996年）
- 新アウターリミッツ - The Outer Limits （1996年） ※テレビシリーズ